# Stanisław Szereszewski
Stanisław Szereszewski (ur. 20 kwietnia 1881 w Woli Krzysztoporskiej, zm. 23 kwietnia 1943 w Warszawie) – żydowski przedsiębiorca i działacz społeczny, przewodniczący Żydowskiego Komitetu Opiekuńczego Miejskiego w Warszawie oraz członek warszawskiego Judenratu.

## Życiorys
Syn Maurycego i Michaliny z d. Szpilfogel. Ukończył szkołę realną w Łowiczu, a następnie, w 1907 roku, Politechnikę w Darmstadt. Na krótko podjął również studia na Uniwersytecie Jagiellońskim.
W 1908 roku podjął pracę w przemyśle drożdżowym w rodzinnej wsi oraz w Henrykowie koło Warszawy, gdzie pełnił funkcję członka zarządu oraz kierownika fabryki drożdżowo-gorzelnianej „Henryków”. W 1919 roku był założycielem, a następnie dyrektorem Związku Właścicieli Drożdżowni. Taką samą funkcję pełnił w Zrzeszeniu Producentów Drożdży. Od 1938 roku zasiadał w zarządzie kartelu „Zjednoczone Drożdżownie”, był także członkiem rady nadzorczej Centralnego Związku Polskiego Przemysłu, Górnictwa, Handlu i Finansów oraz komisji odwoławczej przy Izbie Skarbowej. Jego żoną była Helena Szereszewska, miał trzy córki, w Warszawie mieszkał przy ulicy Poznańskiej 3, a następnie przy ulicy Narbutta 20. Przeszedł na chrześcijaństwo.
Był członkiem zarządu Towarzystwa Krzewienia Nauk Judaistycznych w Polsce, Centralnego Komitetu Pomocy Żydom Miasta Warszawy, Towarzystwa Popierania Rolnictwa „Toporol” i Centrali Kas Pożyczek Bezprocentowych oraz działaczem Centralnego Komitetu dla Antyhitlerowskiej Akcji Gospodarczej.
Po wybuchu II wojny światowej, w październiku 1939 roku został członkiem pierwszego składu warszawskiego Judenratu. Pracował w kierownictwie Wydziału Budżetowo-Finansowego oraz w Wydziale Emigracyjnym, biurze statystycznym i biurze rejestracji do prac przymusowych. W listopadzie 1939 roku został na krótko aresztowany. Po przejęciu fabryki „Henryków” w niemiecki zarząd komisaryczny pozostał w niej na stanowisku kierownika. 
W kwietniu 1940 roku został członkiem Rady Społecznej przy Joincie. Od lipca 1940 roku mieszkał przy ulicy Waliców 6. We wrześniu tego samego roku na wniosek Adama Czerniakowa objął funkcję przewodniczącego Żydowskiego Komitetu Opiekuńczego Miejskiego w Warszawie, w którym kierował także wydziałami organizacyjnym, personalnym i rachuby. W styczniu 1941 roku został przewodniczącym Komisji dla Spraw Przesiedleńców, w związku z czym często zaniedbywał swoje obowiązki w ramach ŻKOM. Podczas Akcji Dożywiania Ludności w czerwcu 1941 roku był członkiem Komisji Dyspozycyjnej. Był członkiem Centralnej Komisji Patronatów Żydowskiego Towarzystwa Opieki Społecznej oraz jednym z założycieli internatu „Dobra Wola” w getcie warszawskim. W maju 1942 roku odszedł z ŻKOM.
Po samobójstwie Czerniakowa i reorganizacji Judenratu po wielkiej akcji deportacyjnej objął funkcję przewodniczącego Wydziału Finansowo-Budżetowego. Podczas akcji styczniowej wraz z żoną i córką trafił na Umschlagplatz, został jednak zwolniony dzięki interwencji jednego z SS-manów. Zorganizował ucieczkę z getta dla rodziny, sam jednak odmówił opuszczenia go. Po wybuchu powstania w getcie warszawskim zgnął wraz z innymi członkami Judenratu, rozstrzelany przez Niemców na Umschlagplatzu.